# Infusie

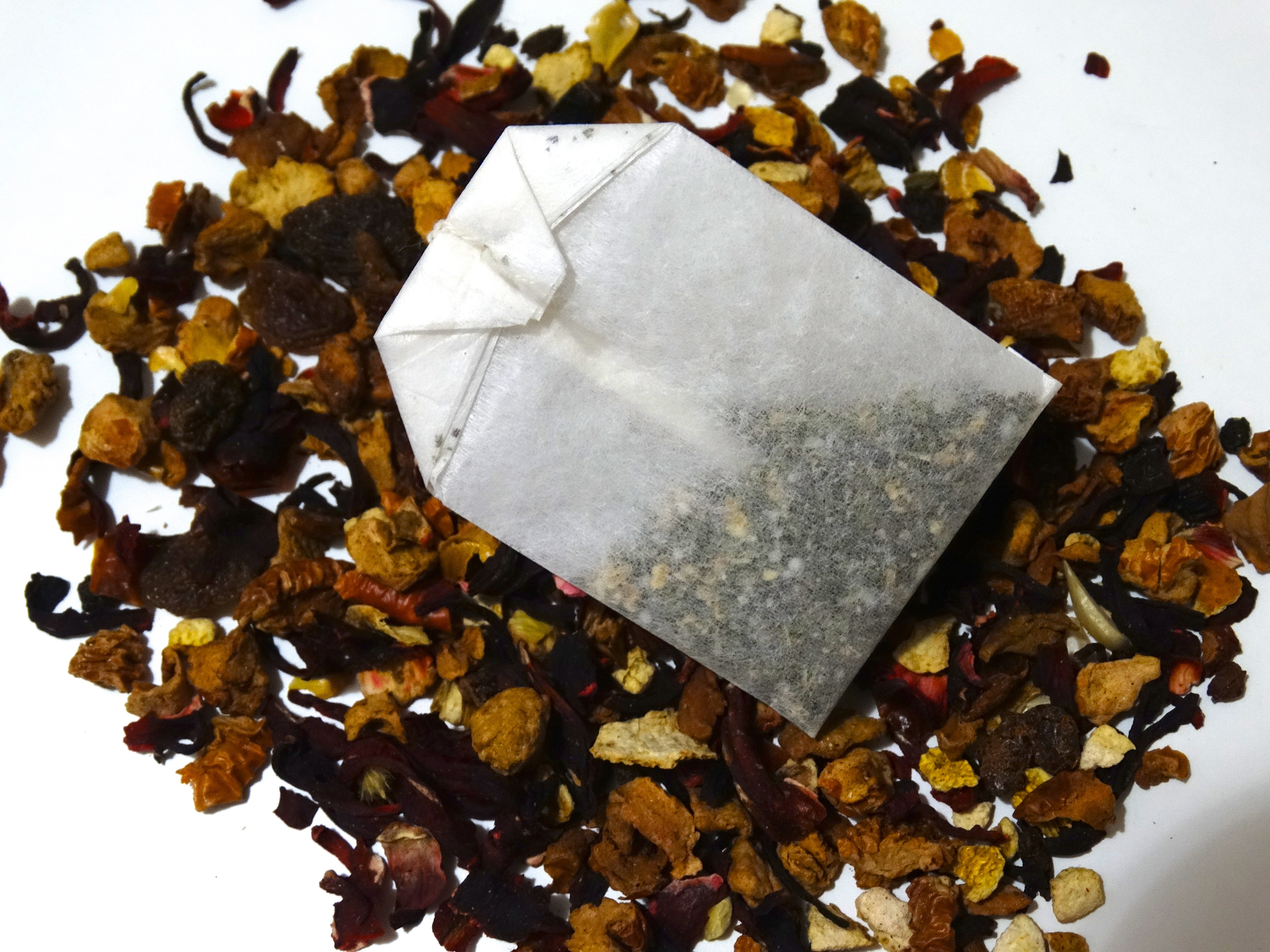
Gedroogd plantaardig materiaal voor infusie

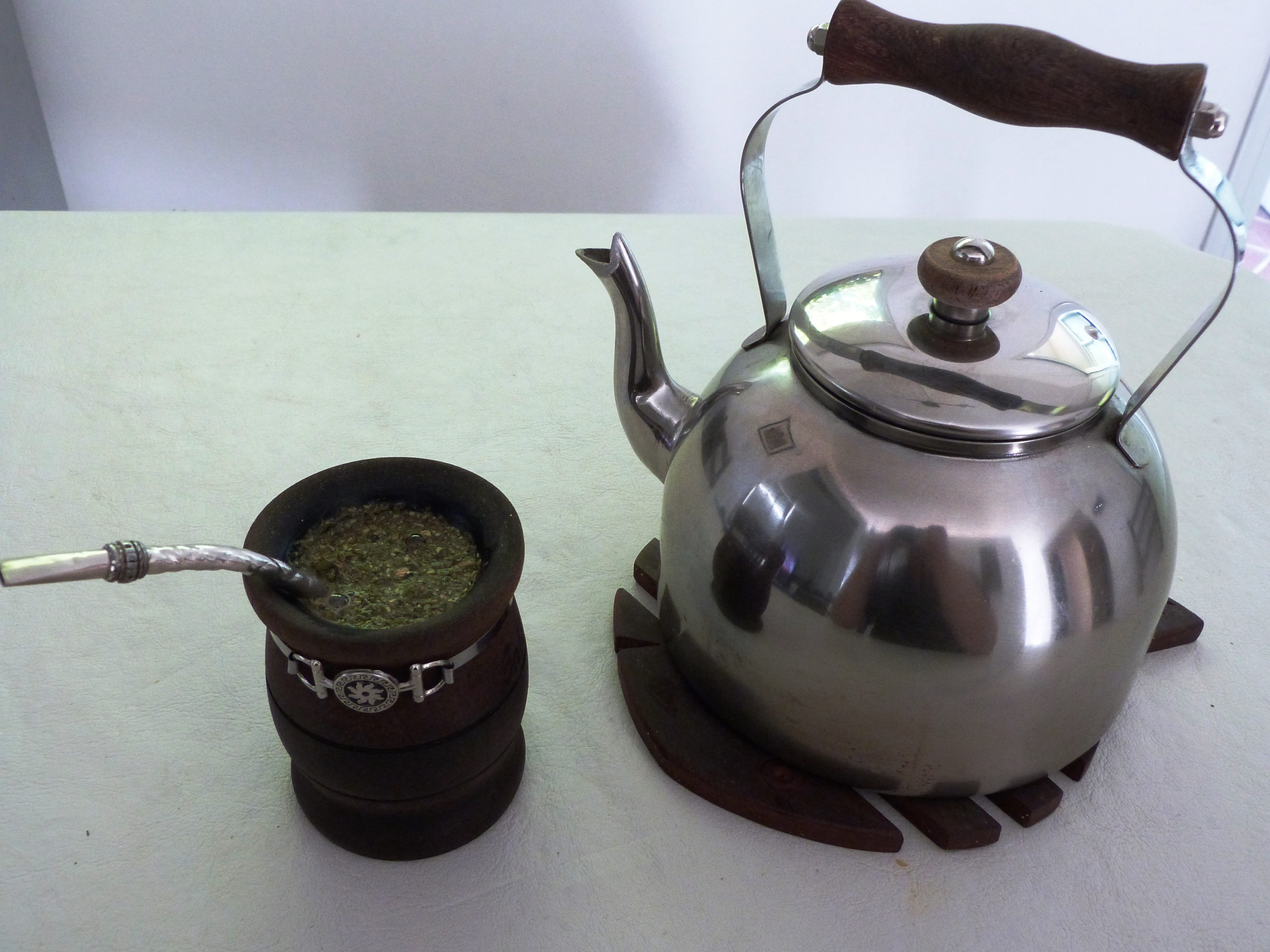
Maté

Een infusie is een aftreksel van planten, dat wordt verkregen door het daarop gieten van (vaak kokend) water of olie. Het is tevens de aanduiding voor deze bereidingswijze.
Het proces wordt toegepast op planten waarvan de gewenste op te lossen stoffen vluchtig zijn of makkelijk in water of olie oplossen. Bij de bereiding van een infusie wordt water of olie van de gewenste temperatuur over de kruiden gegoten, waarna het mengsel moet trekken, gewoonlijk zo'n 15 tot 30 minuten of totdat de infusie is afgekoeld. Vervolgens wordt het mengsel gefilterd, gebotteld en gekoeld voor later gebruik. Infusie is te vergelijken met decoctie (waarbij de vloeistof wordt ingekookt) en met maceratie (waarbij de gebruikte vloeistof koud is).